# 国際教育交流フォーラム
一般財団法人国際教育交流フォーラム（英語: International Educational Exchange Forum, IEEF）は、海外から日本への留学生の受け入れと、日本から海外への留学生送り出しを促進することによって、世界で活躍する次世代人財の育成を図ることを目的とする非営利団体である。
特定非営利活動法人国際教育交流協議会（JAFSA）の団体理事を務める。本部は東京都杉並区。

## 沿革
- 2011年：現IEEF理事長である堀江学（元JAFSA事務局長）により設立される。
- 2013年：理事を増やし、9人体制となり、財団としての組織的活動が強化される。堀江理事長を中心として、日本の大学に対する留学関係のコンサルティング、アジア諸国の大学の日本留学促進を主なミッションとして活動する。
- 2014年：ベトナム国家大学ホーチミン市人文社会科学大学が日本留学支援オフィス（JACO）を開設・運営するにあたり、全面的に支援を開始する。JACO運営に当たっても堀江理事長自らが指導・管理を行っている。

## 活動
- 国内では、公的機関、大学や専門学校などに対して、学生の海外への派遣留学／海外からの留学生受け入れに関するコンサルティング、留学生の日本語の教育支援オリエンテーションなどを提供している。
- 日本以外の国々では、東南アジア諸国で現地の教育機関の日本語教育や日本への留学支援、および、日本人学生のアジア諸国の教育機関への受け入れに重点を置いている。
- 2014年からは、ベトナムにおいて、ベトナム国家大学ホーチミン市人文社会科学大学によるJACO日本留学支援オフィスの開設と運営を、全面的に支援している。

主な活動は以下の通り。
1. 国際教育交流及びそれに関連する提言
2. 大学等教育機関との連携事業
3. 留学生奨学金団体との連携事業
4. 日本語教育機関との連携事業
5. 留学生支援・交流団体との連携事業
6. 国内外の企業との連携事業
7. 研究者・自治体等との連携事業
8. 国際教育交流分野の受託事業
9. その他全各号に付帯または関連する一切の事業